# Asperula euboea
Asperula euboea är en måreväxtart som först beskrevs av Friedrich Ehrendorfer, och fick sitt nu gällande namn av Ined.. Asperula euboea ingår i släktet färgmåror, och familjen måreväxter. Inga underarter finns listade i Catalogue of Life.